# La invasión de los vampiros
Pour plus de détails, voir Fiche technique et Distribution.
La invasión de los vampiros est un film d'épouvante fantastique mexicain réalisé par Miguel Morayta et sorti en 1963.
Avec El vampiro sangriento, il fait partie d'un diptyque de films de vampires réalisés par Morayta,,.

## Fiche technique
- Titre original mexicain : La invasión de los vampiros[4]
- Réalisateur : Miguel Morayta
- Scénario : Miguel Morayta
- Photographie : Raúl Martínez Solares (es)
- Montage : Gloria Schoemann
- Musique : Luis Hernández Bretón (en)
- Décors : Carlos Arjona
- Production : Rafael Pérez Grovas
- Sociétés de production : Atzeca, Internacional Sono Film S.A., Tele Talia Films
- Pays de production :  Mexique
- Langue originale : espagnol
- Format : Noir et blanc - 1,37:1 - Son mono - 35 mm
- Durée : 92 minutes
- Genre : film d'épouvante fantastique
- Dates de sortie :
  - Mexique : 20 juin 1963

## Distribution
- Erna Martha Bauman : Brunhilda Frankenhausen
- Rafael del Río (es) : Dr. Ulises Albarrán
- Tito Junco (es) : Marqués Gonzalo Guzmán de la Serna
- Fernando Soto (es) (sous le nom de « Fernando Soto Mantequilla ») : Crescencio
- Bertha Moss (es) : Frau Hildegarda
- Carlos Agostí (es) : Conde Frankenhausen
- Enrique Lucero (es) : Lázaro
- David Reynoso (es) : Don Máximo, maire
- Enrique García Álvarez (es) : père Victor
- José Chávez (es) : villageoise
- Victorio Blanco (es) : villageois âgé
- Mario Cid (es) : Paulino, fils du maire
- Armando Gutiérrez (es) : Don Efren, médecin
- Leonor Gómez : villageoise

## Accueil critique
Rob Craig en a fait une critique très positive en écrivant dans l'ouvrage American International Pictures : A Comprehensive Filmography : « Il s'agit d'un exemple véritablement effrayant et émouvant d'horreur gothique moderne, qui pourrait être la pièce maîtresse du canon d'horreur de K. Gordon Murray. Il y a du drame, des révélations surnaturelles et même une certaine perversité sexuelle dans ce film d'horreur mexicain importé, le plus fort qui soit ».